# Armiloque
 (décembre 2022).
Si vous disposez d'ouvrages ou d'articles de référence ou si vous connaissez des sites web de qualité traitant du thème abordé ici, merci de compléter l'article en donnant les références utiles à sa vérifiabilité et en les liant à la section « Notes et références ».
L’armiloque ("clé de bras", en portugais. Vient de l'anglais "arm lock") est une clé d'épaule en capoeira qui consiste à tordre le bras tendu de l'adversaire dans son dos en appuyant son épaule vers l'avant.
C'est une technique de soumission rarement utilisée en roda, mais Mestre Bimba l'a tout de même incorporé à la Capoeira Regional pour préparer les capoeiristes aux affrontements contre des lutteurs d'autres arts martiaux [Quand ?].
Deux exemples des applications les plus courantes:
- Quand l'adversaire rentre en vingativa, on plaque son bras avec le sien contre son torse, et on se penche en avant.
- Quand l'adversaire tente une arrastão, on agrippe son bras puis on le tire devant soi en plaçant son autre main sur son épaule.